# Tiro com arco nos Jogos Pan-Americanos Júnior de 2025
As competições de tiro com arco nos Jogos Pan-Americanos Júnior de 2025 em Assunção, Paraguai, aconteceram de 10 a 12 de agosto de 2025.

## Quadro de medalhas
*   país anfitrião (PAR Paraguai)
| Pos.               | País               | Ouro | Prata | Bronze | Total |
| ------------------ | ------------------ | ---- | ----- | ------ | ----- |
| 1                  | BRA Brasil         | 3    | 1     | 0      | 4     |
| 2                  | MEX México         | 2    | 2     | 0      | 4     |
| 3                  | COL Colômbia       | 1    | 1     | 2      | 4     |
| 4                  | GUA Guatemala      | 1    | 1     | 0      | 2     |
| 5                  | ECU Equador        | 1    | 0     | 0      | 1     |
| 6                  | USA Estados Unidos | 0    | 2     | 2      | 4     |
| 7                  | CAN Canadá         | 0    | 1     | 1      | 2     |
| 8                  | ARG Argentina      | 0    | 0     | 2      | 2     |
| 9                  | CUB Cuba           | 0    | 0     | 1      | 1     |
| Total (9 entradas) | Total (9 entradas) | 8    | 8     | 8      | 24    |

## Medalhistas

### Recurvo
| Evento               | Ouro                                          | Prata                                           | Bronze                                         |
| -------------------- | --------------------------------------------- | ----------------------------------------------- | ---------------------------------------------- |
| Individual masculino | Cristián Garcia GUA Guatemala                 | Andrés Hernández COL Colômbia                   | Esteban Silva ARG Argentina                    |
| Equipes masculinas   | Brasil (BRA) Leonardo da Silva Miguel Pereira | Guatemala (GUA) Ian Pablo Allen Cristián Garcia | Colômbia (COL) Andrés Hernández Javier Carillo |
| Individual feminino  | Isabelle Trindade BRA Brasil                  | Jana Hawash CAN Canadá                          | Alma Pueyo ARG Argentina                       |
| Equipes femininas    | México (MEX) Angela Ruiz Naomi Aguillar       | Brasil (BRA) Isabelle Trindade Sophia Baptista  | Canadá (CAN) Kylie Oliver Jana Hawash          |
| Equipes mistas       | Colômbia (COL) Tania Arias Javier Carillo     | Estados Unidos (USA) Emma Yul Kim Jack Krengel  | Cuba (CUB) Elaimis Garcia Abrham Perez         |

### Composto
| Evento               | Ouro                                     | Prata                                            | Bronze                                               |
| -------------------- | ---------------------------------------- | ------------------------------------------------ | ---------------------------------------------------- |
| Individual masculino | Rafael Magalhães BRA Brasil              | Maximo Lot MEX México                            | Zachary Neilson USA Estados Unidos                   |
| Individual feminino  | Blanca Rodrigo ECU Equador               | Adriana Castillo MEX México                      | Kaylee Ryan USA Estados Unidos                       |
| Equipes mistas       | México (MEX) Adriana Castillo Maximo Lot | Estados Unidos (USA) Zachary Neilson Kaylee Ryan | Colômbia (COL) Isabella Sepúlveda Sebastian Villegas |